# بهدر، گجرات
بهدر (به انگلیسی: Bhaddar) یک شورای اتحادیه در پاکستان است که در پنجاب واقع شده‌است. بهدر ۲۱۵ متر بالاتر از سطح دریا واقع شده‌است.